# Eurya semiserrulata
Eurya semiserrulata är en tvåhjärtbladig växtart som beskrevs av Ho Tseng Chang. Eurya semiserrulata ingår i släktet Eurya och familjen Pentaphylacaceae. Inga underarter finns listade i Catalogue of Life.